# Star Wars: Empire at War
Star Wars: Empire at War (tạm dịch: Chiến tranh giữa các Vì sao: Chiến tranh Đế quốc) là trò chơi máy tính thuộc thể loại chiến lược thời gian thực và chiến lược theo lượt giả tưởng dựa theo bộ phim nổi tiếng Star Wars do hãng Petroglyph Games phát triển và LucasArts phát hành vào năm 2006 tại Mỹ và châu Âu. Một bản mở rộng được phát hành vào tháng 10 cùng năm mang tên Star Wars: Empire at War: Forces of Corruption.

## Cốt truyện
Game lấy bối cảnh trước sự kiện xảy ra trong chương 4 (Episode IV – A New Hope) và sau chương 3 (Episode III - Revenge of the Sith), đây chính là khoảng thời gian phù hợp nhất để Darth Vader tiến hành âm mưu thôn tính thiên hà. Nhưng phe Rebel Alliance đã xuất hiện, ngăn cản âm mưu bành trướng của đạo quân nhân bản, và thế là chiến tranh nổ ra giữa Rebel Alliance và Galatic Empire. Giữa cuộc chiến của hai bên, người chơi sẽ là người quyết định vận mệnh thiên hà thuộc về tay ai.

## Cách chơi
Ngoài ra chế độ phóng to - thu nhỏ trong game hoạt động rất tốt, đặc biệt là phần thu nhỏ. Cho dù người chơi đánh nhau trong không gian hay mặt đất, chỉ cần vài cú lăn chuột là có ngay một tầm nhìn cực rộng và dễ nhìn. Một phàn nàn khác, có thể nói không phải lỗi của nhà phát triển, nhưng cũng đáng nhắc tới là sự cân bằng sức mạnh giữa hai bên. Theo đúng trong phim, phe Galactic Empire rất mạnh và áp đảo, trong game cũng thể hiện tương tự. Vấn đề ở chỗ, ngay từ đầu phe Galactic đã có hero Darth Vader với kỹ năng quá mạnh, có thể đương đầu với 2/3 số quân của màn đó, trong khi phe Rebel thì khởi đầu rất yếu. Chưa hết, về sau phe Galactic còn thêm một số đơn vị quân đặc biệt như Death Star, AT-AT nổi trội hơn hẳn so với phe kia khến sự cân bằng chiến thuật trong game bị phá vỡ.

## Đồ họa và âm thanh
Hình ảnh đồ họa của game chỉ ở mức trung bình khá mặc dù được xây dựng trong môi trường full 3D hoàn toàn. Nhà phát triển Petroglyph sử dụng Alamo, một engine mới với mong muốn tạo nên một Star Wars: Empire at War ấn tượng ngay từ đầu như các bộ phim đã từng thể hiện trên màn ảnh. Các hiệu ứng khói lửa, nổ và ánh ánh động được kết hợp với môi trường để làm cho các cảnh game trở nên sinh động và giống thật hơn. Tuy nhiên, mô hình nhân vật vẫn còn thô sơ, không rõ nét, cảnh vật thì đơn giản giống nhau, còn phần menu thì sắp xếp khá rối. Chưa kể, cỡ chữ thể hiện trong game không tạo được nét thiện cảm về mỹ thuật và khoảng cách giữa các dòng chữ khá khít, nên khi đọc rất dễ mỏi mắt. Ngoài ra game lại dùng hình ảnh để diễn giải điểm mạnh và yếu của một đơn vị quân, trông trực quan dễ hiểu; và còn lại là phần hiệu ứng rất tuyệt vời của trò chơi: khói, mưa, các vụ nổ và nhất là hiệu ứng sóng chấn động đều được thực hiện khá chăm chút. Về phần âm thanh Những âm hưởng, tiết tấu của bộ phim Star Wars trầm bổng ra sao, trong game được thể hiện y hệt như vậy.

## Phát triển
Star Wars: Empire at War được chủ tịch của LucasArts là Jim Ward đề cập lần đầu tiên vào năm 2004. Ông thảo luận về khả năng sẽ thực hiện một trò chơi máy tính thuộc thể loại RTS dựa trên thiên hà Star Wars, bắt đầu "…một tương lai tươi sáng cho các trò chơi dựa trên những đặc tính mới cũng như những trò chơi Star Wars nguyên gốc như một trò chơi máy tính chiến lược thời gian thực (RTS) mới mà Petroglyph đang phát triển trong năm tới". Ward mô tả các trò chơi của thể loại chiến lược thời gian thực sẽ đi theo một khuynh hướng mới và phác thảo kế hoạch nhằm cân bằng cách chơi giữa những người chơi hạng nặng với những khán giả quen thuộc của thương hiệu Star Wars. Game được LucasArts tiết lộ vào ngày 21 tháng 1 năm 2005 với dự kiến ngày phát hành ban đầu sẽ vào cuối năm 2005. LucasArts còn nói rằng hãng Petroglyph Games mới đây đang phát triển engine game 3D nguyên gốc với tên gọi Alamo cho Star Wars: Empire at War và game có thể hỗ trợ thi đấu mạng trực tuyến dành cho tám người chơi cùng lúc.
Trưởng nhóm thiết kế Joe Bostic đã tiết lộ cách chơi của Star Wars: Empire at War rằng sẽ bắt đầu ưu tiên cho việc phát triển để người chơi dễ dàng điều khiển các phi thuyền trong các trận chiến không gian vốn gây không ít khó khăn cho người chơi vì kết cấu của bề mặt không gian trong game. Ông nói rằng tỷ lệ của nhiều loại đơn vị khác nhau chính là trở ngại cho việc phát triển cách khắc phục sự cân bằng trong cách chơi của game. Vào năm 2006, Chris Rubyor, nguyên là nhân viên của hãng Westwood Studios đã bàn cãi về mục chơi chinh phục ngân hà của game, bắt đầu với lối chơi ban đầu sẽ được kiểm tra kỹ lưỡng nhiều lần vì Petroglyph không vui với lối chơi nguyên thủy. Rubyor nói rằng mục chơi giao tranh của game sẽ được kết hợp với những yếu tố của thể loại chiến lược cách tân và truyền thống khác có thể tìm thấy ở các tựa game RTS khác. Ông đặc biệt đề cập đến trọng tâm của game chủ yếu là chiến thuật đơn vị và chiến đấu, cho phép những đơn vị và công nghệ mới có thể được trao đổi trong các trận chiến ở mục chơi giao tranh mà không có trong phần chơi chiến dịch chơi đơn chính hoặc chinh phục ngân hà. Phần âm nhạc của game do Frank Klepacki soạn, Klepacki nói rằng âm thanh bao quanh là mặt quan trọng của game bởi vì như ông nói thì ông tin là khá nhiều gme RTS trong quá khứ đã không nắm lấy lợi ích của đặc tính âm thanh bao quanh. Riêng phần âm thanh của game chịu nhiều yếu tố của phim Star Wars, cũng như việc thêm vào đó những yếu tố mới mẻ đã từng được áp dụng trong các tựa game khác cùng thương hiệu. Nhiều hiệu ứng âm thanh được Klepacki tạo nên, bao gồm tất cả các âm thanh trong phần giao diện và kết cấu.
Một đoạn phim demo (giới thiệu thử) và trailer (phim quảng cáo) được trình chiếu tại E3 2005. Ngày 15 tháng 7 năm 2005, LucasArts tung ra một đoạn trailer mới và công bố ngày phát hành chính thức là ngày 7 tháng 2 năm 2006. Một bản chơi thử của Star Wars: Empire at War nhận được nhiều phản hồi tích cực tại Hội nghị Game năm 2005 ở Leipzig, Đức. Bản demo chính thức của Star Wars: Empire at War được hãng cho phép người chơi tải về vào ngày 18 tháng 1 năm 2006 cho hệ điều hành Microsoft Windows. Đặc điểm của demo này là gồm 5 màn chơi giới thiệu hướng dẫn game và các nhiệm vụ trong mục chơi chinh phục ngân hà, nơi người chơi sẽ hóa thân vào phe Rebel Alliance. Phiên bản Windows đầy đủ được phát hành vào ngày 16 tháng 2. Ngày 3 tháng 11 năm 2006, hãng Aspyr Media Inc. công bố Empire at War sẽ có thể chuyển sang hệ điều hành Mac OS X vào tháng 4 năm 2007. Bản demo cho máy Mac được phát hành vào tháng 3 năm 2007.

## Đón nhận
Star Wars: Empire at War đều nhận được sự đón nhận tích cực từ người chơi và người hâm mộ Star Wars, GameRankings chấm 79 phần trăm. GameSpot cho Empire at War điểm 8.7 trên 10 và nói: "Empire at War đã biến thành một Star Wars kinh nghiệm thực sự". IGN chấm 7.6 trên 10 và nói: Star Wars: "Empire at War chắc chắn sẽ đạt được điểm số lớn về mặt lối chơi… nếu bạn hy vọng thưởng thức game này bởi vì bạn thích Star Wars, bạn có thể thỏa mãn được đôi chút, nhưng nếu bạn thích những đặc tính của Star Wars thì chúng có thể hất cẳng cảm giác mà bạn đang khao khát những kinh nghiệm chiến lược vững chắc, một vài sự đổi mới không đủ để khắc phục những trận chiến lặp đi lặp lại một cách nhàm chán".
Ngay sau đó Petroglyph đã kịp thời tung ra một vài bản Patch (vá lỗi) để sửa lỗi giao thức kết nối chơi mạng. Trong một số trường hợp trước khi chạy bản patch này, một số vấn đề đã xảy ra trong mục chơi mạng khiến cho người chơi không thể nào kết nối trực tiếp được. Tuy nhiên, một số người chơi đã phát hiện ra bản patch mới nhất (1.05) chứa đầy những lỗi có thể khiến game bị khóa chặt khi Death Star hủy diệt hành tinh Han Solo và Chewbacca. Lỗi này có thể xảy ra cả hai mục chơi là mục chinh phục ngân hà và trận chiến không gian. Patch nguyên gốc cho game cuối cùng đã sửa được năng lực đặc biệt chỉ hiện ra trong sổ tay của game, sau khi cài đặt patch, chiếc AT-AT của Tướng Veers trong game rất dễ bị tấn công từ những sợi gai thô của những chiếc snowspeeders (xe điều tốc tuyết).